# Acanthobrama
El género Acanthobrama pertenece a la familia Cyprinidae de peces de agua dulce incluida en el orden Cypriniformes.

## Especies
- Acanthobrama centisquama Heckel, 1843
- Acanthobrama hadiyahensis Coad, Alkahem & Behnke, 1983
- †Acanthobrama hulensis (Goren, Fishelson & Trewavas, 1973)
- Acanthobrama lissneri Tortonese, 1952
- Acanthobrama marmid Heckel, 1843
- Acanthobrama microlepis (De Filippi, 1863)
- Acanthobrama mirabilis Ladiges, 1960
- Acanthobrama orontis (Berg, 1949)
- Acanthobrama persidis (Coad, 1981)
- Acanthobrama telavivensis Goren, Fishelson & Trewavas, 1973
- Acanthobrama terraesanctae Steinitz, 1952
- Acanthobrama thisbeae Freyhof & Özulug, 2014
- Acanthobrama tricolor (Lortet, 1883)
- Acanthobrama urmianus (Günther, 1899)

## Distribución
Las diferentes especies se distribuyen en Eurasia

## Reproducción
Son ovíparos